# Саут-Толідо-Бенд (Техас)
Саут-Толідо-Бенд (англ. South Toledo Bend) — переписна місцевість (CDP) в США, в окрузі Ньютон штату Техас. Населення — 434 особи (2020).

## Географія
Саут-Толідо-Бенд розташований за координатами 31°9′21″ пн. ш. 93°36′10″ зх. д. / 31.15583° пн. ш. 93.60278° зх. д. (31.155922, -93.602824).  За даними Бюро перепису населення США в 2010 році переписна місцевість мала площу 14,74 км², з яких 8,41 км² — суходіл та 6,33 км² — водойми.

## Демографія
Згідно з переписом 2010 року, у переписній місцевості мешкали 524 особи в 271 домогосподарстві у складі 172 родин. Густота населення становила 36 осіб/км².  Було 714 помешкання (48/км²).
Расовий склад населення:
| - 96,8 % — білих - 0,6 % — чорних або афроамериканців - 0,6 % — азіатів - 0,2 % — корінних американців - 1,3 % — осіб інших рас |

До двох чи більше рас належало 0,6 %. Частка іспаномовних становила 2,1 % від усіх жителів.
За віковим діапазоном населення розподілялося таким чином: 9,2 % — особи молодші 18 років, 47,5 % — особи у віці 18—64 років, 43,3 % — особи у віці 65 років та старші. Медіана віку мешканця становила 61,9 року. На 100 осіб жіночої статі у переписній місцевості припадало 103,1 чоловіків;  на 100 жінок у віці від 18 років та старших — 101,7 чоловіків також старших 18 років.
Середній дохід на одне домашнє господарство  становив 72 012 долари США (медіана — 52 500), а середній дохід на одну сім'ю — 82 727 доларів (медіана — 63 854). За межею бідності перебувало 3,6 % осіб, у тому числі 0,0 % дітей у віці до 18 років та 3,2 % осіб у віці 65 років та старших.
Цивільне працевлаштоване населення становило 83 особи. Основні галузі зайнятості: фінанси, страхування та нерухомість — 27,7 %, науковці, спеціалісти, менеджери — 19,3 %, виробництво — 15,7 %.